# 奈良国立博物館仏教美術資料研究センター

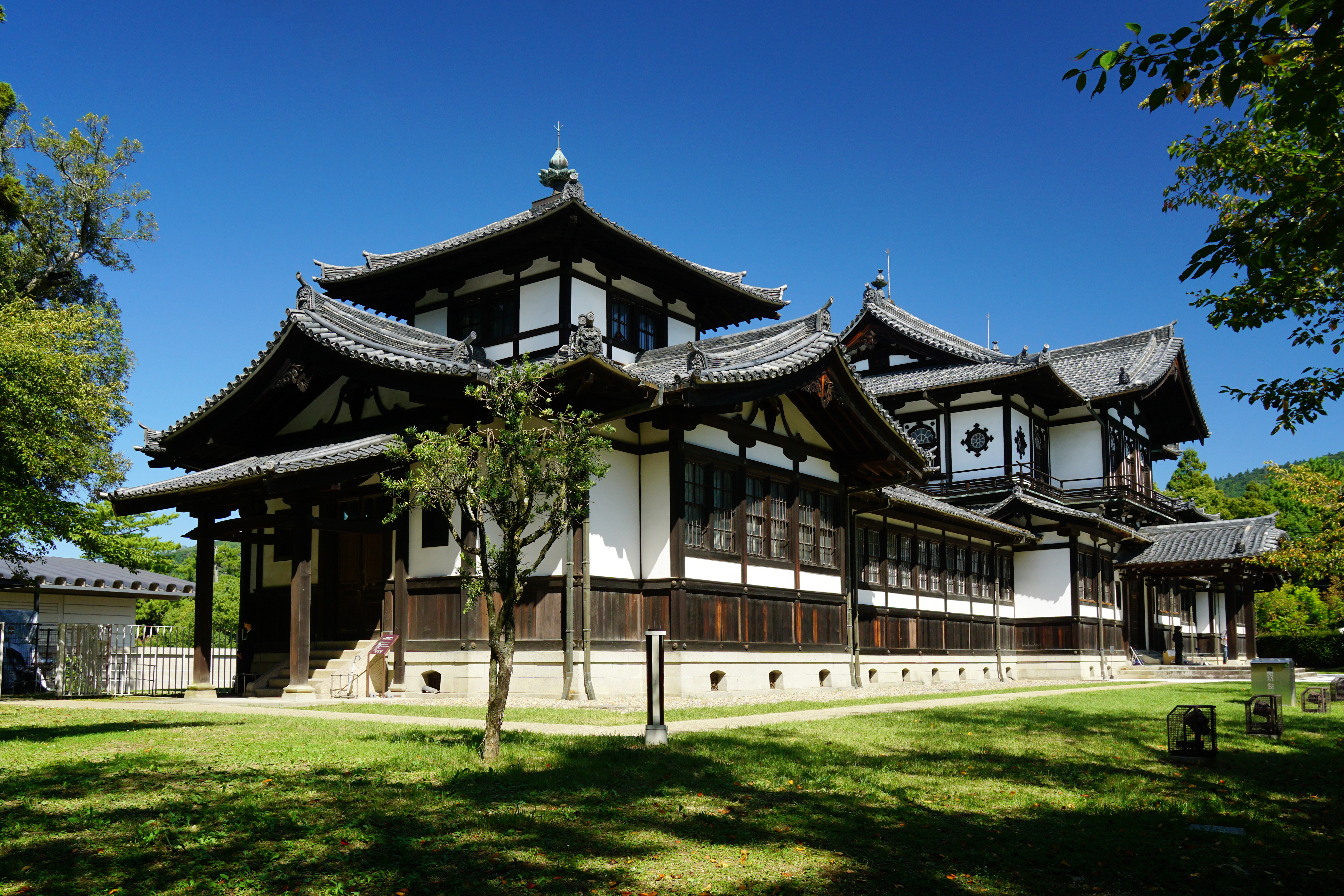
全景

奈良国立博物館 仏教美術資料研究センター（ならこくりつはくぶつかん ぶっきょうびじゅつしりょうけんきゅうセンター、Research Center for Buddhist Art Materials of Nara National Museum ）は仏教美術資料とその関連資料の調査研究と保管、公開を目的として、1980年（昭和55年）に設置された奈良国立博物館管理の施設である。
建物は、日本建築史学者関野貞の設計による1902年（明治35年）竣工の旧奈良県物産陳列所で、1983年（昭和58年）1月7日に国の重要文化財に指定されている。

## 公開資料 （2013年7月現在）
- 図書 - 約70,000冊
- 雑誌  - 約3,000タイトル
- 展覧会カタログ  - 約12,500冊
- 写真  - 約115,000枚

## 利用情報
- 開館日 - 毎週水・金曜日（祝日・休日、12月26日から1月4日まで休館）
- 開館時間 - 9時30分から16時30分まで
- サービス内容 - 閲覧、文献複写、レファレンス

## 交通アクセス
- 関西線 奈良駅 徒歩15分
- 近鉄奈良駅 徒歩8分

## 周辺
- 奈良公園、東大寺、春日大社、奈良県新公会堂、興福寺
- 猿沢池、ならまち